# DB생명보험
DB생명보험은 대한민국의 생명보험회사이다.

## 연혁
- 1989년 4월 : 동부애트나생명보험(주) 설립 (자본금 100억 원)
- 1991년 5월 : 자본금 200억 원으로 증자
- 1995년 2월 : 프랑스 악사(AXA)그룹과 합작계약 체결, 상호를 동부생명보험(주)으로 변경
- 1999년 3월 : 자본금 852억 원으로 증자
- 2001년 3월 : 프랑스 악사(AXA)그룹의 지분을 동부그룹에서 인수
- 2003년 12월 : 총자산 1조 원 달성
- 2008년 9월 : 자본금 1,453억 원으로 증자
- 2010년 12월 : 자본금 1,933억 원으로 증자
- 2015년 9월 : 인재개발원 개원
- 2015년 9월 : 방송센터 개국
- 2017년 4월 : 대표 브랜드 ‘백년친구’ 론칭
- 2017년 11월 : 상호를 DB생명보험(주)으로 변경
- 2017년 12월 : 총자산 10.8조, 세전이익 407억 달성